# Stazione di Edogawadai
La stazione di Edogawadai (江戸川台駅?, Edogawadai-eki) è una fermata ferroviaria della città giapponese di Nagareyama della prefettura di Chiba ed è servita dalla linea Tōbu Noda (Tōbu Urban Park Line) delle Ferrovie Tōbu.

## Linee
Ferrovie Tōbu
● Linea Tōbu Noda

## Strutture e impianti
La stazione è realizzata in superficie, con due marciapiedi laterali e due binari passanti. Il fabbricato viaggiatori è realizzato a ponte, sul piano del ferro, e collegato ai marciapiedi da scale fisse, mobili e ascenrosi.
| 1 | ● Linea Tōbu Noda | per Nodashi, Kasukabe, Iwatsuki e Ōmiya                                 |
| 2 | ● Linea Tōbu Noda | per Nagareyama-ōtakanomori, Kashiwa, Mutsumi, Shin-Kamagaya e Funabashi |

## Stazioni adiacenti
| «          | Servizio   | »          |
| Linea Noda | Linea Noda | Linea Noda |
| ---------- | ---------- | ---------- |
| Unga       | Locale     | Hatsuishi  |